# بارادا (نبراسکا)
بارادا(به انگلیسی: Barada) شهری در ایالت نبراسکا کشور ایالات متحده آمریکا است که جمعیت آن در سرشماری سال ۲۰۱۰ میلادی، ۲۴ نفر بوده‌است.